# Giochi scout
(dall'introduzione dell'autore)
Giochi scout (Scouting Games) è un saggio di Robert Baden-Powell dedicato ai giochi scout e alla loro valenza educativa.
Pubblicato per la prima volta nel 1910, esso è suddiviso nei seguenti capitoli:
1. Giochi per Lupetti
2. Grandi giochi scout
3. Giochi di appostamento
4. Giochi di tracce
5. Giochi in sede
6. Giochi collettivi per il campo o il terreno di gioco
7. Giochi in città
8. Giochi notturni
9. Giochi invernali
10. Giochi nautici
11. Giochi di pronto soccorso
12. Giochi per irrobustirsi

## Edizioni
- Robert Baden-Powell, Giochi scout, traduzione di Mario Sica, III ed., collana I libri di Baden-Powell, Nuova Fiordaliso, 2002,  pp. 112, cap. 12, ISBN 88-8054-724-0.